# Aconogonon rhombitepalum
Aconogonon rhombitepalum är en slideväxtart som beskrevs av S.P. Hong. Aconogonon rhombitepalum ingår i släktet sliden, och familjen slideväxter. Inga underarter finns listade i Catalogue of Life.